# Romang
Romang ist eine Kleinstadt im zentralen Argentinien. Sie liegt in der Provinz Santa Fe im Departamento San Javier.

## Lage und Einwohner
Romang ist die nördlichste Gemeinde im Departamento San Javier. Sie liegt 265 km nördlich der Provinzhauptstadt Santa Fe und etwa 750 km von der Hauptstadt Buenos Aires entfernt. Romang hat 9'237 Einwohner (2012, INDEC) und liegt am Rio San Javier, einem Seitenarm des Río Paraná

Wappen von Romang

## Klima
In Romang herrscht ein subtropisches Klima ohne Trockenzeiten, mit heißen Sommern (durchschnittlich 25 °C) und milden Wintern (12 °C). Die durchschnittliche jährliche Niederschlagsmenge beträgt 900 bis 1.100 mm.

## Geschichte
Die Gegend um das heutige Romang wurde bis 1845 San Geronimo genannt. Danach bis zur Gründung Malabrigo. Der Schweizer Einwanderer Teófilo Romang gründete schließlich 1873 die Siedlung Romang. Dieser ist als Peter Wingeier aus Trubschachen 1860 von der Schweiz nach Argentinien ausgewandert. Er konnte auf der Überfahrt die Papiere eines aus Langnau stammenden Arztes kaufen, der auf dem Schiff verstarb. Er praktizierte danach sogar als Arzt und gründete am 23. April 1873 die Siedlung Romang.
Als Schutzpatron gilt Herz Jesu. Dies wird auch im Wappen symbolisch abgebildet.

## Sonstiges
Die Bewohner leben hauptsächlich von der Landwirtschaft und Viehzucht. Viele der Bewohner sind noch Nachfahren von den Schweizern die diese Gegend besiedelten. Das zeigt sich in den Nachnamen und an dem Schweizer Bundesfeiertag, den die Bewohner wie den Schweizer Nationalfeiertag feiern.

## Gemeindepartnerschaft
- Trubschachen, seit 2024